# Blekinge skärgård
Blekinge skärgård (Blekinge skærgård) strækker sig over store dele af Blekinges kyst og består af store og små øer og holme og de omkringliggende bugter.
I den østlige del er der Karlskronas østlige skærgård, sammensat dels af små øer uden fast forbindelse og også flere større øer med broforbindelse, herunder Senoren, Sturkö og Tjurkö. Karlskronas vestlige skærgård består af Aspö, Hasslö, Almö og de omkringliggende bugter. Der er bilfærge til Äspö fra Karlskrona og færge fra Torhamn til Ytterön.
Udenfor Ronneby er en række mindre øer, f.eks. Karön, og øst for Karlshamn er Hällaryds skärgård, hvis vigtigste ø er Tärnö. Øst for Listerlandet og syd fra Karlshamn Hanö.
Skærgården indgår i Biosfæreområdet Blekinge Arkipelag
I 1495 sank det danske orlogsskib Gribshunden ud for Ronneby. Det blev først genopdaget i 1970'erne af den lokal dykkerklub, og er siden blevet undersøgt af arkæologer.